# Alonte Sports Arena
L'Alonte Sports Arena è un'arena coperta di Biñan.

## Storia e descrizione
I lavori di costruzione dell'Alonte Sports Arena iniziarano nel 2010 per concludersi con l'inaugurazione del 1º dicembre 2013 alla presenza del vicepresidente Jejomar Binay.
Il palazzetto, ubicato all'interno dell'area sportiva del Biñan Football Stadium, ha una capienza di 6 500 persone. Al suo interno si disputano partite di pallacanestro della Philippine Basketball Association e di pallavolo della Philippine Super Liga. Tra gli eventi sportivi organizzati al suo interno il campionato asiatico per club 2016 di pallavolo femminile.